# Rivière Ouareau
Rivière Ouareau är ett vattendrag i Kanada.   Det ligger i provinsen Québec, i den sydöstra delen av landet, 190 km öster om huvudstaden Ottawa.
Trakten runt Rivière Ouareau består till största delen av jordbruksmark. Runt Rivière Ouareau är det ganska tätbefolkat, med 120 invånare per kvadratkilometer.